# Юлен Лопетеги
Юлен Лопетеги Арготе (на испански: Julen Lopetegui Argote, роден на 26 август 1966 г. в Астеасу) е бивш испански футболист, играл като вратар.

## Кариера

### Кариера като футболист
Лопетеги започва да тренира футбол в Реал Сосиедад. На 19-годишна възраст преминава в Реал Мадрид, като първоначално започва да се състезава за Реал Мадрид Кастиля. След един сезон преминава под наем в Лас Палмас, където се превръща в твърд титуляр. След това се завръща в Реал Мадрид, достигайки и до първия отбор, където обаче до 1991 година записва едва 1 мач, вследствие на което напуска в посока Логронес. Там той прекарва 3 сезона, като записва общо 107 мача, и помага на отбора да запише най-високото класиране в историята си. Силните му изяви не остават незабелязани, и Лопетеги бива включен в състава на националния отбор за Световното първенство през 1994 година, макар и като трети вратар. Записва само един мач за националния отбор, заменяйки Андони Субисарета в приятелски мач срещу Хърватия. След Световното първенство Лопетеги бива закупен от Барселона. Остава при каталунците до 1997 година, като записва участие в общо 5 мача. Последният отбор във визитката му е Райо Валекано, където остава до 2002 година, изигравайки над 100 мача.

### Кариера като треньор
Стартира треньорската си кариера като помощник-треньор на младежкия национален отбор до 17 години, с който участва на Европейско първенство. След края на Европейското първенство е назначен за старши треньор на бившия си клуб Райо Валекано. Уволнен е едва след 10 мача поради слаби резултати.
Ръководи Реал Мадрид Кастиля за сезон 2008 – 2009.
От 2010 до 2014 година работи в различните младежки национални гарнитури на Испания, ставайки европейски шампион с отбора до 19 години през 2012 г. и с отбора до 21 години през 2013 г.
На 6 май 2014 г. е назначен за треньор на Порто. През първия си сезон начело извежда отбора до 1/4 – финалите в Шампионската лига, където губи от Байерн Мюнхен с общ резултат 2 – 9. Следващият му сезон начело на драконите обаче не е толкова силен, и след като отбора бива елиминиран още в Груповата фаза на Шампионската лига и губи шансове за титлата в Португалия, Лопетеги е уволнен на 8 януари 2016 г.
На 21 юни 2016 г. е обявен за треньор на националния отбор на Испания, заменяйки напусналия Висенте дел Боске.
На 12 юни 2018 г. Реал Мадрид, обявява че той ще е новият треньор след изненадващото напускане на Зинедин Зидан, договора му ще е за срок от 3 години. 
След поредица лоши резултати и в крайна сметка загуба от Барселона с 5:1, Лопетеги бива уволнен ден по-късно. Назначен за негов временен заместник е Сантяго Солари.